# Cocoicola fusispora
Cocoicola fusispora är en svampart som först beskrevs av C. Booth & D.E. Shaw, och fick sitt nu gällande namn av K.D. Hyde 1995. Cocoicola fusispora ingår i släktet Cocoicola och familjen Phaeochoraceae.   Inga underarter finns listade i Catalogue of Life.